# Motovilicha

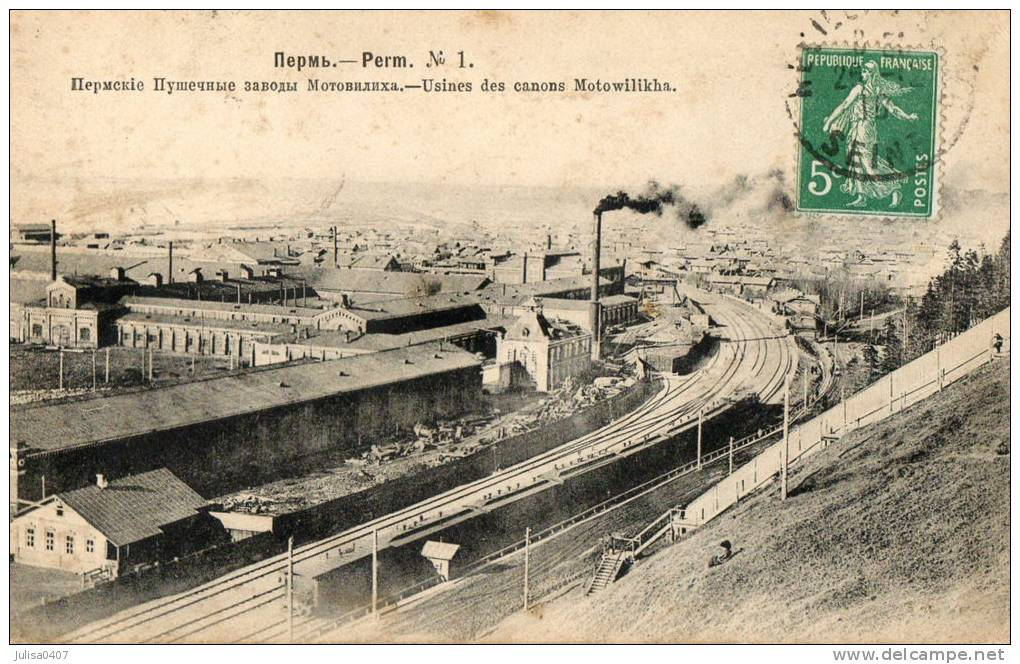
Továrna na počátku 20. století

Motovilicha (Мотови́лиха) je bývalé ruské město na Urale, dnes východní předměstí Permu pod názvem Motovilichinský rajón. Proslavily je Motovilichinské závody, jeden z nejdůležitějších strojírenských podniků v Rusku.

## Historie
V roce 1736 založil historik a politik Vasilij Tatiščev továrnu na zpracování mědi na soutoku řek Kama a Motovilicha (její název pochází z permjackého výrazu motovilja – nezamrzající). Postupně se z ní stalo důležité centrum zbrojního průmyslu. Okolí se zalidňovalo a patřilo k nejvyspělejším částem carského impéria, v roce 1886 se stala Motovilicha první elektrifikovanou obcí na Urale. Zároveň sílilo dělnické hnutí, v roce 1905 zde bylo jedno z center revoluce. V roce 1926 byla Motovilicha povýšena na město, v roce 1931 byla přejmenována na Molotovo (podle Vjačeslava Molotova) a v roce 1938 připojena k městu Perm.

## Současnost
V roce 2010 měla Motovilicha kolem 180 086 obyvatel, starostou je Sergej Malcev. Rajón se vyznačuje velkým procentem lesních ploch. Hlavním zaměstnavatelem je otevřená akciová společnost Motovilichinské závody, vyrábějící převážně kulomety a raketomety, dále např. jeřáby, závaží nebo zařízení pro těžbu ropy. Za první světové války pocházela z Motovilichy pětina ruských zbraní, za druhé světové války dokonce čtvrtina. První výstřel na německém území padl v roce 1944 z houfnice ML-20 vyrobené právě v Motoviliše.

## Další informace
Nedaleko Motovilichy byl údajně v létě 1918 zastřelen bolševiky bratr posledního ruského cara Michail Alexandrovič.